# Aleksandar Cvetković
Aleksandar Cvetković (in serbo Александар Цветковић?; Belgrado, 12 settembre 1993) è un cestista serbo.

## Palmarès
- Campionato macedone: 2

MZT Skopje: 2013-14, 2014-15
- Coppa di Macedonia: 1

MZT Skopje: 2014
- Coppa di Serbia: 1

Stella Rossa Belgrado: 2013